# A Christmas Album (Bright Eyes-stúdióalbum)
A Christmas Album a Bright Eyes ötödik stúdióalbuma, amelyet 2002. december 1-jén adott ki a Saddle Creek Records. A lemez bevételeiből a Nebraska AIDS Projectet támogatták. Az alkotás először csak online jelent meg, de később hanglemezen is kapható volt.
A Have Yourself a Merry Little Christmas feltűnt a Családom titkai és Krampusz című filmekben, a Blue Christmas pedig szerepelt A narancsvidék sorozat „The Best Chrismukkah Ever” epizódjában.
Az album a Saddle Creek Records 48. kiadványa.

## Számlista
| 1.    | Away in a Manger                       | 2:48 |
| 2.    | Blue Christmas                         | 2:20 |
| 3.    | Oh Little Town of Betlehem             | 2:57 |
| 4.    | God Rest Ye Merry Gentlemen            | 1:53 |
| 5.    | The First Noël                         | 2:30 |
| 6.    | Little Drummer Boy                     | 2:35 |
| 7.    | White Christmas                        | 1:36 |
| 8.    | Silent Night                           | 3:15 |
| 9.    | Silver Bells                           | 3:55 |
| 10.   | Have Yourself a Merry Little Christmas | 4:08 |
| 11.   | The Night Before Christmas             | 4:07 |
| 32:03 |                                        |      |

## Közreműködők
Az album hangszerelését Conor Oberst és Maria Taylor végezték; a közreműködő előadók Mike Mogis, Andy LeMaster, Jake Bellows, Gretta Cohn, Armand Costanzo, Denver Dalley, Stefanie Drootin, Orenda Fink, Neely Jenkins, Jiha Lee, Matt Oberst, Stephen Pedersen, Blake Sennett, Macey Taylor és Nick White.

## Fordítás
Ez a szócikk részben vagy egészben  az   A Christmas Album (Bright Eyes album) című angol Wikipédia-szócikk ezen változatának fordításán alapul.  Az eredeti cikk szerkesztőit annak laptörténete sorolja fel. Ez a jelzés csupán a megfogalmazás eredetét és a szerzői jogokat jelzi, nem szolgál a cikkben szereplő információk forrásmegjelöléseként.